# Nikolai Guleaev
Nikolai Guleaev (n. 1 ianuarie 1966, Vologda, RSFS Rusă, URSS) este un patinator de viteză ce a reprezentat Uniunea Republicilor Sovietice Socialiste, medaliat olimpic. A participat la 2 ediții ale Jocurilor Olimpice (1988, 1992) în care a câștigat o medalie de aur.